# Байльшмид, Карл Трауготт
Карл Трауготт Байльшмид (нем. Carl Traugott Beilschmied; 1793—1848) — немецкий ботаник.

## Биография
Карл Трауготт Байльшмид родился 19 октября 1793 года в городе Лангенёльс в Силезии (ныне — Ольшина, Польша). Родители Карла умерли, когда ему не было трёх лет, он воспитывался дедушкой и тётей. В 1803 году он был зачислен в школу для сирот в Бунцлау (ныне — Болеславец). С 1807 года работал ассистентом аптекаря Зайбольда в городе Бойтен (ныне — Бытом). В 1814 году отправился в Бреслау (Вроцлав) для изучения флоры этого региона. В 1819 году Байльшмид переехал в Берлин, где также работал в аптеке и посещал различные лекции по ботанике. В 1820 году поступил в Боннский университет, где изучал ботанику под руководством К. Г. Д. Неса. С 1822 года Карл Трауготт работал в аптеке в Олау (Олава).
В 1837 году Байльшмид получил почётную степень доктора наук Университета Бреслау, в 1838 году был избран членом Леопольдины.
6 мая 1848 года Карл Трауготт Байльшмид умер от туберкулёза.
Байльшмид — переводчик нескольких важных ботанических работ на немецкий язык. Он переводил труды Дж. Линдли, Ю. Э. Викстрёма и других.

## Некоторые научные работы
- Beilschmied, C.T. (1831). Pflanzengeographie. 201 p.

## Роды растений, названные в честь К. Т. Байльшмида
- Beilschmiedia Nees, 1831 — Бейлшмидия